# Leandro Pita
Leandro Pita Romero (Ortigueira, provincia de La Coruña, 22 de noviembre de 1898 - Buenos Aires, Argentina, 25 de junio de 1985) fue un político, diplomático, periodista y escritor español.

## Biografía
Hijo del abogado agrarista Leandro Pita Sánchez-Boado, fundador de la Federación Agraria, estudia en La Coruña la carrera de magisterio y, posteriormente, ingresa en la facultad de Derecho de Santiago de Compostela, obteniendo el título de abogado en 1917. En ese tiempo, comienza a ejercer el periodismo, escribiendo en prestigiosos diarios de Madrid y otras ciudades, como Nuevo Heraldo, El Liberal, El Norte de Castilla, El Sol y El Noticiero Sevillano.
También por esa época forma parte de las llamadas Irmandades da Fala de La Coruña, organización de carácter galleguista moderado, conformada fundamentalmente por intelectuales y profesionales. A través de su padre se relaciona con el político agrarista de centro Manuel Portela Valladares, con el que trabaja durante una temporada como secretario político. Al producirse el golpe de Estado del general Miguel Primo de Rivera en 1923, Pita Romero regresa a La Coruña donde comienza a escribir en El Noroeste y posteriormente en El Orzán, del que va a ser director.
En 1924 publica la novela breve O anarquista, escrtita inicialmente en español y traducida al gallego para ser publicada por la editorial Nós.
En 1926, Leandro Pita se hace cargo de la presidencia de la Federación Agraria de Ortigueira y en 1927 es electo presidente de la Asociación Provincial de Ganaderos y vocal de la Asociación General de Ganaderos de España, formando parte del Partido Agrario Republicano. Su relación con la gente del agro lo convirtió en un hombre popular en el medio rural de la provincia de La Coruña. Con la caída de la monarquía y la instauración de la II República, el 14 de abril de 1931, Leandro Pita Romero forma parte del gran frente electoral impulsado en Galicia por Santiago Casares Quiroga, que se denominó Federación Republicana Gallega. Por esta coalición se presentó en las elecciones a las Cortes Constituyentes del 28 de junio de 1931, logrando un acta de diputado con 43.181 votos. En las elecciones de 1933, en representación del PRG, resultó nuevamente elegido, con 82.916 votos.
Durante el llamado bienio negro (1933-1935) Pita Romero se distancia de Casares y se incorpora al gobierno de centro derecha del Partido Republicano Radical encabezado por Diego Martínez Barrio y con Alejandro Lerroux ; esto tiene lugar el 8 de octubre de 1933, en que Leandro Pita Romero se convierte en el ministro más joven de la Segunda República al ocupar la cartera de Marina, al frente de la cual estará apenas dos meses. Con la victoria electoral de la derecha, en noviembre de 1933, Lerroux forma gobierno el 16 de diciembre de ese año, nombrando a Pita Romero ministro de Estado, equivalente a ministro de Relaciones Exteriores. En 1934 deja este cargo para convertirse en ministro sin cartera. Durante esta etapa representa a España en Europa, siendo nombrado ministro plenipotenciario y primer embajador de la República ante la Santa Sede, y establece relaciones amistosas con el entonces secretario de Estado del Vaticano, el cardenal Pacelli, quien luego se convertiría en el Papa Pío XII.
Con el triunfo del Frente Popular, Pita Romero deja su cargo de embajador, volviendo a vivir en La Coruña. En esta ciudad le sorprende el la sublevación militar franquista (18 de julio de 1936). A pesar de ser un político moderado y un católico practicante, debe exiliarse, primero en Portugal y luego en Argentina. En este país vuelve a estudiarla carrera de Derecho, trabaja como periodista y abogado, escribiendo en algunos de los mejores diarios y revistas de ese tiempo, como La Prensa, El Mundo, Crítica, La Capital y Leoplán.
No regresó a España hasta 1960, haciéndolo regularmente a partir de entonces, aunque nunca de forma definitiva.

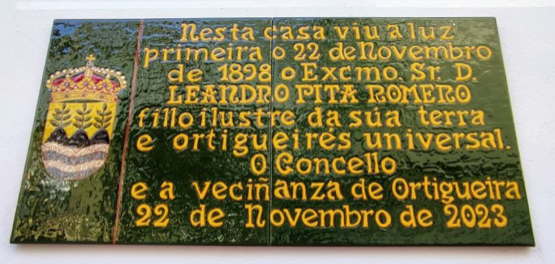

El 22 de noviembre de 2023, con motivo del 125 aniversario de su nacimiento, el ayuntamiento de su localidad natal promovería un sencillo homenajeconsistente en el descubrimiento de una placa en su casa natal, situada en el Cantón de la villa santamartesa.